# حويضة الكلية
حويضة الكلية أو الحوض الكلوي هو بداية الحالب المتوسعة من جهة الكلية، فيما يشبه الحوض أو القمع.
في البشر، الحوض الكلوي هو نقطة التقاء اثنين أو ثلاثة من الكؤوس الكلوية الكبيرة. وتحاط كل حليمة كلوية بفرع من الحوض الكلوي يسمى الكأس. ويُغطى الغشاء المخاطي للحوض الكلوي بظهارة انتقالية، وتحتها صحيفة مخصوصة من النسيج الضام.
الوظيفة الرئيسية لحويضة الكلية هي أن تكون بمثابة قمع للبول المتدفق نحو الحالب.
وتعتبر حويضة الكلية موقع عدة أنواع من سرطان الكلى. كما أنها من أشيع أماكن تشكل الحصيات البولية على امتداد المجرى البولي. ومن أهم وأخطر الأمراض التي تصيبها التهاب الحويضة والكلية، الذي يتطلب علاجا سريعا ومكثفا بالمضادات الحيوية المناسبة.

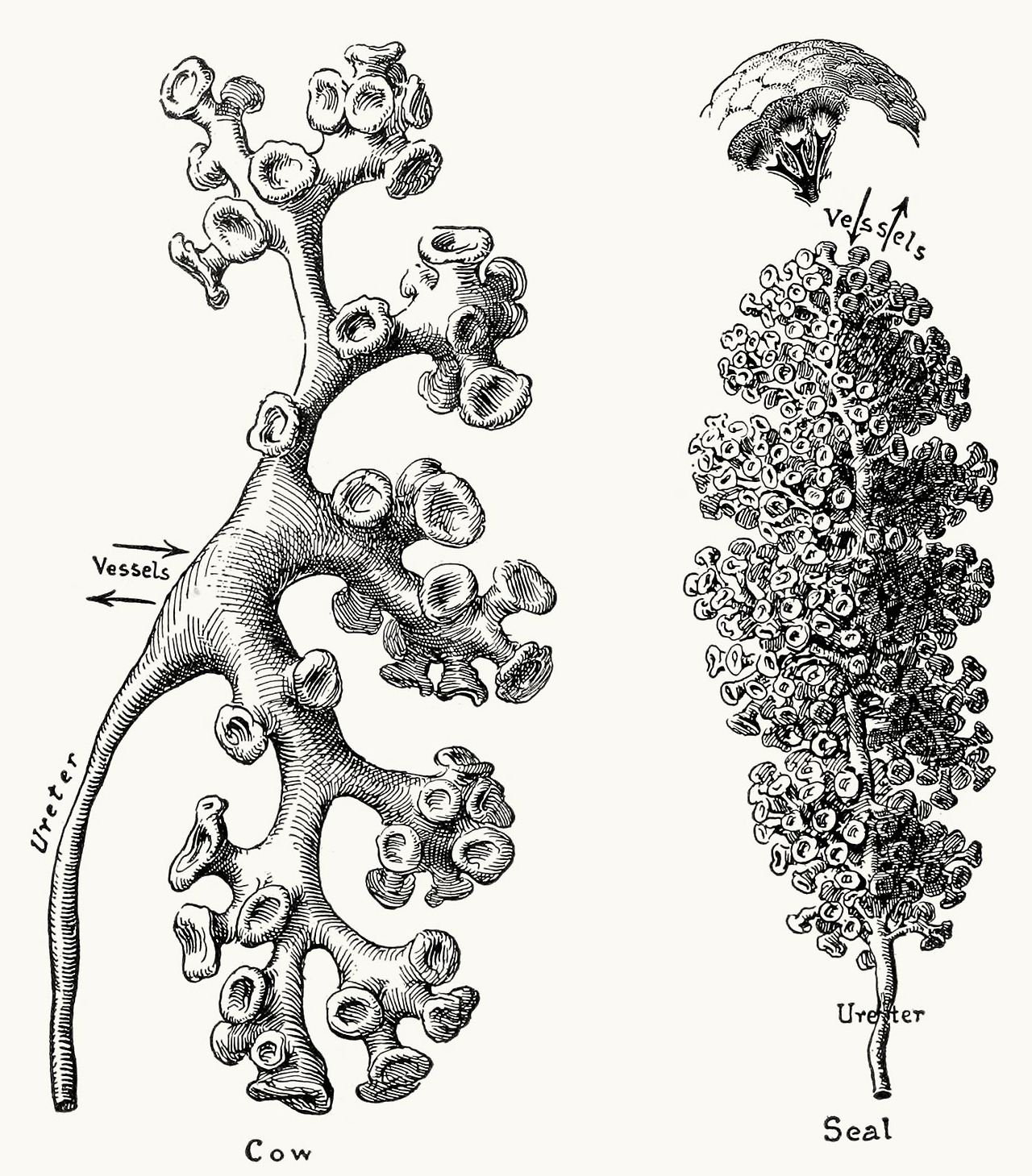
تم تشريح الحوض الكلوي والكؤوس هنا من بقرة، وعجل البحر. وتختلف اختلافا كبيرا في الحجم والعدد اعتمادا على الفصائل.

| كلية الإنسان 1. الأهرام الكلوية 2. شرايين بين الفصيصات 3. الشريان الكلوي 4. وريد كلوي 5. نقير الكلية 6. الحويضة 7. الحالب 8. كأس الكلية الثانوي |  | 9. محفظة الكلية 10. محفظة الكلية السفلية 11. محفظة الكلية العلوية 12. أوردة بين فصوص الكلية 13. الكليون 14. جيب كلوي 15. كأس الكلية الرئيسي 16. حليمة كلوية 17. عمود كلوي |

## صور إضافية

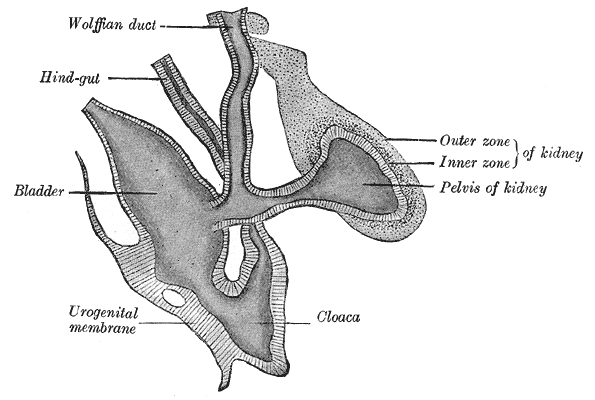
الكلى والمثانة بدائية، من استبناء
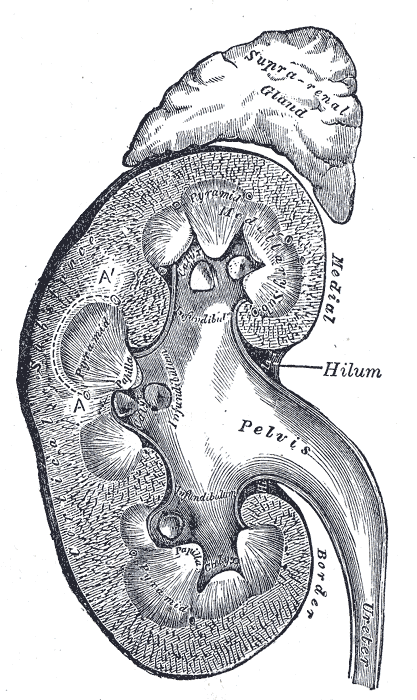
مقطع عمودي من الكلى
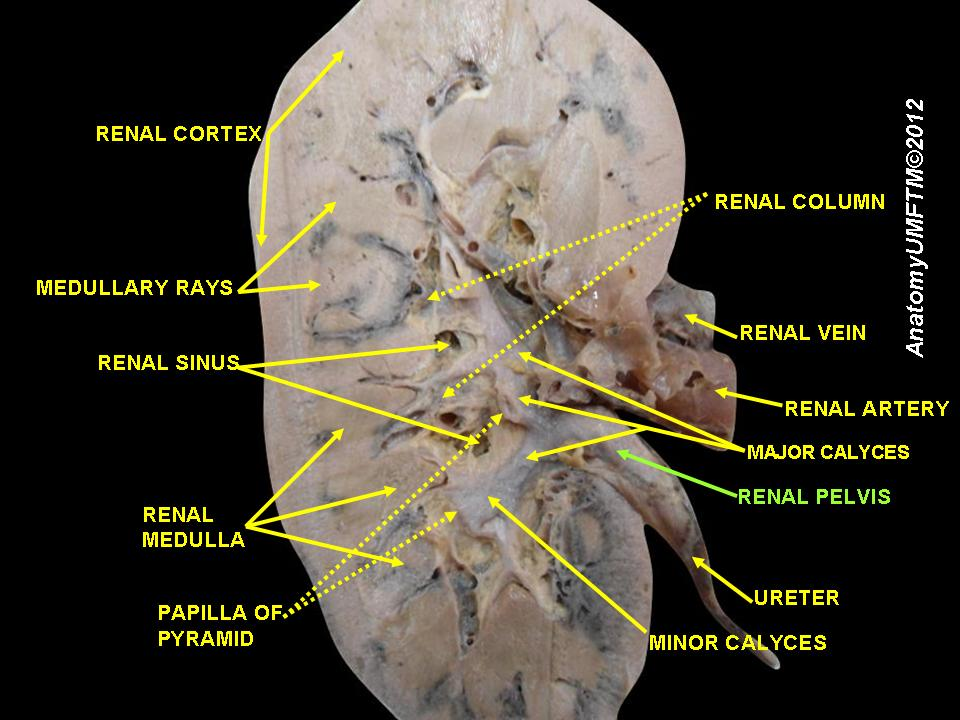
حويضة الكلية
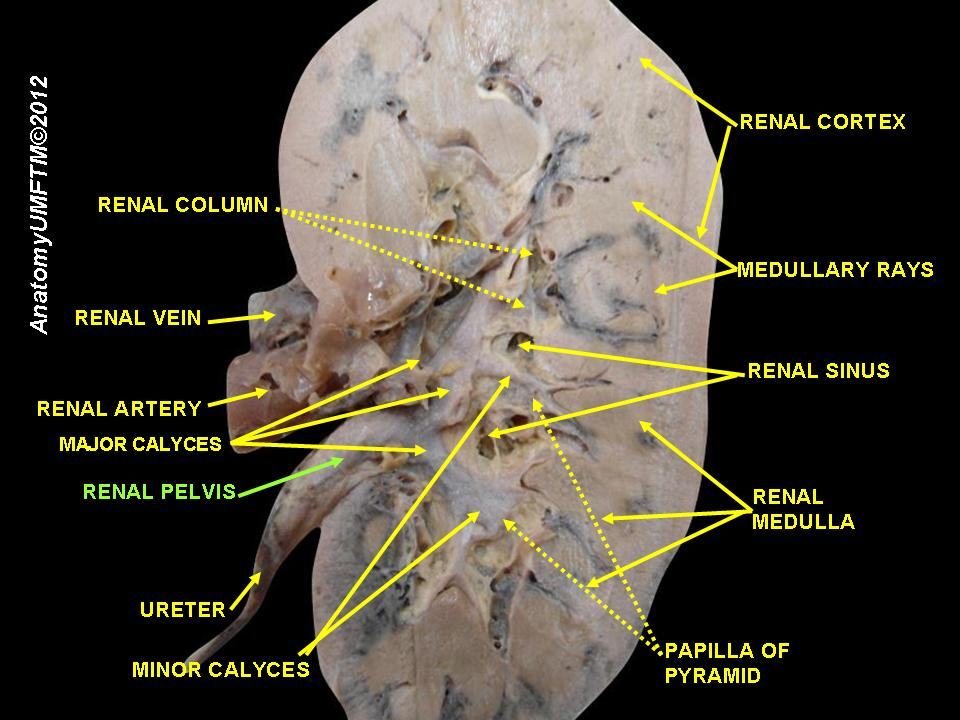
حويضة الكلية

## أصل الكلمة والنطق
كما هو الحال في الحوض العظمي، فإن الحوض الكلوي اكتسب اسمه الإنجليزي عن طريق اللاتينية الجديدة من الكلمة اللاتينية القديمة (pelvis)، وتعني «حوض»، كما هو الحال في «حوض غسيل». وفي كلتا الحالتين يعكس الاسم شكل الهيكل، وفي حالة الحوض الكلوي، فإنه يعكس أيضا الوظيفة. حيث يعكس هذا الاسم أن كل حوض كلوي يجمع البول من الكؤوس الكلوية، ويحوله إلى الحالب مثل حوض الغسيل الذي يجمع الماء، ويحوله إلى أنبوب صرف. ويسمى الحوض الكلوي أحيانا pyelum (من اليونانية λεςοý pýelos، وتعني «الحوض الصغير»، أو «أي شيء أجوف»). وكلمات " infundibulum"، و"choana" هي عبارة أخرى مصطلحات أخرى تدلعلى شكل التجويف القمعي (التي حصلت عليها اللغة الإنجليزية الطبية من الكلمات اللاتينية واليونانية لـ «قمع»، على التوالي)، ويسمى الحوض الكلوي أحيانا بالقمع الكلوي.

## الأهمية السريرية
يلعب حجم الحوض الكلوي دورا رئيسيا في تصنيف موه الكلية. عادة، يكون قطر الحوض الكلوي من الأمام إلى الخلف أقل من 4 ملم في الأجنة حتى 32 أسبوعا من عمر الحمل، ويكون 7 ملم بعد ذلك.
في البالغين، 13٪ من الأشخاص الطبيعيين يكون لديهم قطر الحوض الكلوي أكثر من 10 ملم.

## روابط خارجية
- شكل تشريحي: 40:03-07 على موقع مركز سوني دونستات الطبي (تشريح بشري عبر الإنترنت).—"Section of the kidney, anterior view."
- صور تشريحيَّة:8962 على موقع مركز سوني دونستات الطبي.
- صور تشريحيَّة: Urinary/mammal/pelvis0/pelvis1 - علم الأعضاء المقارن في جامعة كاليفورنيا، ديفيس—"Mammal, renal pelvis (Gross, Medium)"
- صور تشريحيَّة: Urinary/mammal/pelvis1/pelvis1 - علم الأعضاء المقارن في جامعة كاليفورنيا، ديفيس—"Mammal, renal pelvis (LM, Medium)"